# جام ملت‌های اروپا ۲۰۲۰
جام ملت های اروپا ۲۰۲۰ یا ساده‌تر یورو ۲۰۲۰ ، شانزدهمین دوره از جام ملت‌های اروپا، بود که از (۱۱ژوئن - ۱۱ ژوئیه ۲۰۲۱) به میزبانی یازده کشور توسط یوفا برگزار شد. تعداد تیم های شرکت کننده در این رقابت ها ۲۴ تیم بود.
تیم ملی فوتبال پرتغال با قهرمانی در دوره قبلی مسابقات مدافع عنوان قهرمانی در این رقابت ها بود. در نهایت تیم ملی  فوتبال ایتالیا توانست قهرمان این رقابت ها شود و تیم ملی فوتبال انگلیس به نایب قهرمانی رسید.

## پیش زمینه
این رویداد ابتدا قرار بود از ۱۲ ژوئن تا ۱۲ ژوئیه ۲۰۲۰ در ۱۲ شهر در ۱۲ کشور عضو یوفا برگزار شود. در ۱۷ مارس ۲۰۲۰، یوفا تأیید کرد به دلیل شیوع بیماری کرونا، یورو ۲۰۲۰ یک سال به تعویق افتاد، و زمان جدید برای رقابت، ۱۱ ژوئن تا ۱۱ ژوئیه ۲۰۲۱ پیشنهاد شد. به منظور کاهش فشار بر خدمات عمومی در کشورهای آسیب دیده و ایجاد فضای موجود در تقویم برای تکمیل لیگ‌های داخلی که به حالت تعلیق درآمده بودند، این رقابت به تعویق افتاد. در ۲۰ مارس ۲۰۲۰، یوفا اعلام کرد با وجود انتقال بازی‌ها از سال ۲۰۲۰ به ۲۰۲۱، رسانه‌ها همچنان می‌بایست از عنوان قهرمانی اروپا ۲۰۲۰ یا یورو ۲۰۲۰ یوفا برای نامیدن مسابقات استفاده کنند.
میشل پلاتینی، رئیس پیشین یوفا در سال ۲۰۱۲ گفت: «این مسابقات در چندین کشور به عنوان یک رویداد یک طرفه «عاشقانه» برگزار می‌شود تا سالگرد ۶۰ سالگی «تولد» قهرمانی اروپای یوفا را جشن بگیرد.» ورزشگاه ومبلی در لندن با داشتن بیشترین ظرفیت از هر یک از استادیوم‌های معرفی شده برای رقابت‌ها، برای دومین بار میزبان رقابت‌های نیمه‌نهایی و نهایی خواهد بود، ویمبلی پیش از این در مسابقات ۱۹۹۶ میزبانی قبلی خود را انجام داده بود. ورزشگاه المپیک در رم میزبان بازی آغازین بود که بین ترکیه و ایتالیای میزبان برگزار گردید.
این رقابت‌ها قرار بود در ۱۳ شهر انجام شود اما بروکسل به دلیل رها کردن پروژه ساخت ورزشگاه یورو استادیوم، در دسامبر ۲۰۱۷ از میزبانی کنار گذاشته شد. همچنین شهر دوبلین بخاطر تضمینی نبودن حضور تماشاگران از میزبانی کنار رفت. اسپانیا نیز میزبانی را از شهر بیلبائو به شهر سویل انتقال داد.
پرتغال به عنوان قهرمان ۲۰۱۶ این تورنمنت، مدافع عنوان قهرمانی بود که در دور یک‌هشتم پایانی، از بلژیک شکست خورد و حذف گردید. برای نخستین بار، از سیستم کمک داور ویدئویی (VAR) در رقابت قهرمانی اروپا استفاده شد.

## کشورهای خواهان میزبانی
کشورهای ایرلند جنوبی، اسکاتلند و ولز به صورت مشترک، جمهوری آذربایجان و گرجستان هم به صورت مشترک و ترکیه به صورت مجزا نامزد میزبانی رقابت‌های جام ملت‌های اروپا ۲۰۲۰ شده‌بودند که بعد از پیشنهاد میشل پلاتینی در رابطه با میزبانی کل اروپا برای یورو ۲۰۲۰، اعضای دیگر یوفا نیز این پیشنهاد را پذیرفتند. میشل پلاتینی رئیس یوفا در نشست اتحادیه‌های فوتبال اروپا تأکید کرد، هدف یوفا از اجرای این طرح به جای میزبانی متمرکز شراکت میزبانی با نقاط مختلف این قاره است.
یوفا تأکید کرد ۱۳ کشور به عنوان میزبان مشترک انتخاب می‌شوند و همین‌طور اعلام کرد که تا سپتامبر ۲۰۱۴ شهرهای میزبان یورو ۲۰۲۰ را معرفی می‌کند و کشورها تا سپتامبر ۲۰۱۳ فرصت ارسال درخواست میزبانی دارند.
| کشور             | شهر            | ورزشگاه                   | ظرفیت                            | شرایط میزبانی                                                      |
| ---------------- | -------------- | ------------------------- | -------------------------------- | ------------------------------------------------------------------ |
| جمهوری آذربایجان | باکو           | ورزشگاه المپیک باکو       | ۶۸٬۷۰۰                           | میزبان مرحله گروهی و یک چهارم پایانی                               |
| بلاروس           | مینسک          | ورزشگاه دینامو            | ۳۴٬۰۰۰ (قابل گسترش تا ۳۹٬۰۰۰)    | عدم کسب صلاحیت برای میزبانی                                        |
| بلژیک            | بروکسل         | ورزشگاه یورواشتادیوم      | ۵۰٬۰۰۰ (۶۲٬۶۱۳ تا)               | در ابتدا میزبان مرحله گروهی و یک‌هشتم پایانی اما بعد از لیست حذف شد |
| بلغارستان        | صوفیه          | ورزشگاه ملی واسیل لفسکی   | ۴۳٬۰۰۰ (تا ۵۰٬۰۰۰)               | عدم کسب صلاحیت برای میزبانی                                        |
| دانمارک          | کپنهاگ         | ورزشگاه پارکن             | ۳۸٬۰۶۵                           | میزبان مرحله گروهی و یک‌هشتم پایانی                                 |
| انگلستان         | لندن           | ورزشگاه ومبلی             | ۹۰٬۰۰۰                           | میزبان مرحله گروهی، یک‌هشتم پایانی، نیمه پایانی و فینال             |
| آلمان            | مونیخ          | ورزشگاه آلیانتس آرنا      | ۶۷٬۸۱۲۲ (قابل گسترش تا ۷۵٬۰۰۰)   | میزبان مرحله گروهی و یک چهارم پایانی                               |
| مجارستان         | بوداپست        | ورزشگاه جدید فرانس پوشکاش | ۵۶٬۰۰۰ (قابل گسترش تا ۶۸٬۰۰۰)    | میزبان مرحله گروهی و یک‌هشتم پایانی                                 |
| جمهوری ایرلند    | دوبلین         | ورزشگاه آویوا             | ۵۱٬۷۰۰                           | در ابتدا میزبان مرحله گروهی و یک‌هشتم پایانی اما بعد از لیست حذف شد |
| اسرائیل          | اورشلیم        | ورزشگاه تدی               | ۳۴٬۰۰۰ (قابل گسترش تا ۵۳٬۰۰۰)    | عدم کسب صلاحیت برای میزبانی                                        |
| ایتالیا          | رم             | ورزشگاه المپیک رم         | ۷۲٬۶۹۸                           | میزبان مرحله گروهی و یک چهارم پایانی                               |
| مقدونیه شمالی    | اسکوپیه        | ورزشگاه فیلیپ دوم         | ۳۳٬۴۶۰                           | عدم کسب صلاحیت برای میزبانی                                        |
| هلند             | آمستردام       | ورزشگاه آمستردام آرنا     | ۵۳٬۰۵۲ (قابل گسترش تا ۵۵–۵۶٬۰۰۰) | میزبان مرحله گروهی و یک‌هشتم پایانی                                 |
| رومانی           | بخارست         | ورزشگاه ملی رومانی        | ۵۵٬۶۰۰                           | میزبان مرحله گروهی و یک‌هشتم پایانی                                 |
| روسیه            | سن پترزبورگ    | ورزشگاه کرستوفسکی         | ۶۹٬۵۰۰                           | میزبان مرحله گروهی و یک چهارم پایانی                               |
| اسکاتلند         | گلاسگو         | ورزشگاه همپدن پارک        | ۵۲٬۰۶۳                           | میزبان مرحله گروهی و یک‌هشتم پایانی                                 |
| اسپانیا          | سویل           | ورزشگاه ده لا کارتوخا     | ۵۳٬۳۳۲                           | میزبان مرحله گروهی و یک‌هشتم پایانی                                 |
| سوئد             | سولنا، استکهلم | ورزشگاه فرندز آرنا        | ۵۰٬۰۰۰                           | عدم کسب صلاحیت برای میزبانی                                        |
| ولز              | کاردیف         | ورزشگاه میلنیوم           | ۷۴٬۵۰۰                           | عدم کسب صلاحیت برای میزبانی                                        |

## ورزشگاه‌های میزبان
| لندن                  | رم                 | لندنرممونیخباکوسن پترزبورگبوداپستسویلبخارستآمستردامگلاسگوکپنهاگ · | لندنرممونیخباکوسن پترزبورگبوداپستسویلبخارستآمستردامگلاسگوکپنهاگ · | مونیخ                |
| --------------------- | ------------------ | ----------------------------------------------------------------- | ----------------------------------------------------------------- | -------------------- |
| ورزشگاه ومبلی         | ورزشگاه المپیک رم  | لندنرممونیخباکوسن پترزبورگبوداپستسویلبخارستآمستردامگلاسگوکپنهاگ · | لندنرممونیخباکوسن پترزبورگبوداپستسویلبخارستآمستردامگلاسگوکپنهاگ · | ورزشگاه آلیانتس آرنا |
| ظرفیت: ۹۰٬۰۰۰         | ظرفیت: ۷۰٬۶۳۴      | لندنرممونیخباکوسن پترزبورگبوداپستسویلبخارستآمستردامگلاسگوکپنهاگ · | لندنرممونیخباکوسن پترزبورگبوداپستسویلبخارستآمستردامگلاسگوکپنهاگ · | ظرفیت: ۷۰٬۰۰۰        |
|                       |                    | لندنرممونیخباکوسن پترزبورگبوداپستسویلبخارستآمستردامگلاسگوکپنهاگ · | لندنرممونیخباکوسن پترزبورگبوداپستسویلبخارستآمستردامگلاسگوکپنهاگ · |                      |
| باکو                  | سن پترزبورگ        | لندنرممونیخباکوسن پترزبورگبوداپستسویلبخارستآمستردامگلاسگوکپنهاگ · | لندنرممونیخباکوسن پترزبورگبوداپستسویلبخارستآمستردامگلاسگوکپنهاگ · | بوداپست              |
| ورزشگاه المپیک باکو   | ورزشگاه کرستوفسکی  | لندنرممونیخباکوسن پترزبورگبوداپستسویلبخارستآمستردامگلاسگوکپنهاگ · | لندنرممونیخباکوسن پترزبورگبوداپستسویلبخارستآمستردامگلاسگوکپنهاگ · | ورزشگاه فرنتس پوشکاش |
| ظرفیت: ۶۸٬۷۰۰         | ظرفیت: ۶۸٬۱۳۴      | لندنرممونیخباکوسن پترزبورگبوداپستسویلبخارستآمستردامگلاسگوکپنهاگ · | لندنرممونیخباکوسن پترزبورگبوداپستسویلبخارستآمستردامگلاسگوکپنهاگ · | ظرفیت: ۶۷٬۲۱۵        |
|                       |                    | لندنرممونیخباکوسن پترزبورگبوداپستسویلبخارستآمستردامگلاسگوکپنهاگ · | لندنرممونیخباکوسن پترزبورگبوداپستسویلبخارستآمستردامگلاسگوکپنهاگ · |                      |
| سویل                  | بخارست             | آمستردام                                                          | گلاسگو                                                            | کپنهاگ               |
| ورزشگاه ده لا کارتوخا | ورزشگاه ملی رومانی | ورزشگاه یوهان کرایف آرنا                                          | ورزشگاه همپدن پارک                                                | ورزشگاه پارکن        |
| ظرفیت: ۶۰٬۰۰۰         | ظرفیت: ۵۵٬۶۰۰      | ظرفیت: ۵۴٬۹۹۰                                                     | ظرفیت: ۵۱٬۸۶۶                                                     | ظرفیت: ۳۸٬۰۶۵        |
|                       |                    |                                                                   |                                                                   |                      |

## مقدماتی
قرعه کشی مرحله مقدماتی در دوبلین واقع در ایرلند جنوبی و در تاریخ ۲ دسامبر ۲۰۱۸ انجام شد. مقدماتی این مسابقات با حضور ۵۵ تیم برگزار شد. این ۵۵ تیم برای کسب ۲۴ سهمیه به رقابت پرداختند. همچنین آقای گل مسابقات مقدماتی یورو هری کین با ۱۲ گل شد.

### تیم‌های انتخاب‌شده

| تیم           | صعود کرده از   | زمان صعود      | حضور در دوره‌های پیشین                                                       |
| ------------- | -------------- | -------------- | --------------------------------------------------------------------------- |
| بلژیک         | گروه I تیم اول | ۱۰ اکتبر ۲۰۱۹  | ۵ (۱۹۷۲, ۱۹۸۰, ۱۹۸۴, ۲۰۰۰, ۲۰۱۶)                                            |
| ایتالیا       | گروه J تیم اول | ۱۲ اکتبر ۲۰۱۹  | ۹ (۱۹۶۸, ۱۹۸۰, ۱۹۸۸, ۱۹۹۶, ۲۰۰۰, ۲۰۰۴, ۲۰۰۸, ۲۰۱۲, ۲۰۱۶)                    |
| روسیه         | گروه I تیم دوم | ۱۳ اکتبر ۲۰۱۹  | ۱۱ (۱۹۶۰, ۱۹۶۴, ۱۹۶۸, ۱۹۷۲, ۱۹۸۸, ۱۹۹۲, ۱۹۹۶, ۲۰۰۴, ۲۰۰۸, ۲۰۱۲, ۲۰۱۶)       |
| لهستان        | گروه G winner  | ۱۳ اکتبر ۲۰۱۹  | ۳ (۲۰۰۸, ۲۰۱۲, ۲۰۱۶)                                                        |
| اوکراین       | گروه B winner  | ۱۴ اکتبر ۲۰۱۹  | ۲ (۲۰۱۲, ۲۰۱۶)                                                              |
| اسپانیا       | گروه F تیم اول | ۱۵ اکتبر ۲۰۱۹  | ۱۰ (۱۹۶۴, ۱۹۸۰, ۱۹۸۴, ۱۹۸۸, ۱۹۹۶, ۲۰۰۰, ۲۰۰۴, ۲۰۰۸, ۲۰۱۲, ۲۰۱۶)             |
| فرانسه        | گروه H تیم اول | ۱۴ نوامبر ۲۰۱۹ | ۹ (۱۹۶۰, ۱۹۸۴, ۱۹۹۲, ۱۹۹۶, ۲۰۰۰, ۲۰۰۴, ۲۰۰۸, ۲۰۱۲, ۲۰۱۶)                    |
| ترکیه         | گروه H تیم دوم | ۱۴ نوامبر ۲۰۱۹ | ۴ (۱۹۹۶, ۲۰۰۰, ۲۰۰۸, ۲۰۱۶)                                                  |
| انگلستان      | گروه A تیم اول | ۱۴ نوامبر ۲۰۱۹ | ۹ (۱۹۶۸, ۱۹۸۰, ۱۹۸۸, ۱۹۹۲, ۱۹۹۶, ۲۰۰۰, ۲۰۰۴, ۲۰۱۲, ۲۰۱۶)                    |
| چک            | گروه A تیم دوم | ۱۴ نوامبر ۲۰۱۹ | ۹ (۱۹۶۰, ۱۹۷۶, ۱۹۸۰, ۱۹۹۶, ۲۰۰۰, ۲۰۰۴, ۲۰۰۸, ۲۰۱۲, ۲۰۱۶)                    |
| فنلاند        | گروه J تیم دوم | ۱۵ نوامبر ۲۰۱۹ | ۰ (بدون حضور قبلی)                                                          |
| سوئد          | گروه F تیم دوم | ۱۵ نوامبر ۲۰۱۹ | ۶ (۱۹۹۲, ۲۰۰۰, ۲۰۰۴, ۲۰۰۸, ۲۰۱۲, ۲۰۱۶)                                      |
| کرواسی        | گروه E تیم اول | ۱۶ نوامبر ۲۰۱۹ | ۵ (۱۹۹۶, ۲۰۰۴, ۲۰۰۸, ۲۰۱۲, ۲۰۱۶)                                            |
| اتریش         | گروه G تیم دوم | ۱۶ نوامبر ۲۰۱۹ | ۲ (۲۰۰۸, ۲۰۱۶)                                                              |
| هلند          | گروه C تیم دوم | ۱۶ نوامبر ۲۰۱۹ | ۹ (۱۹۷۶, ۱۹۸۰, ۱۹۸۸, ۱۹۹۲, ۱۹۹۶, ۲۰۰۰, ۲۰۰۴, ۲۰۰۸, ۲۰۱۲)                    |
| آلمان         | گروه C تیم اول | ۱۶ نوامبر ۲۰۱۹ | ۱۲ (۱۹۷۲, ۱۹۷۶, ۱۹۸۰, ۱۹۸۴, ۱۹۸۸, ۱۹۹۲, ۱۹۹۶, ۲۰۰۰, ۲۰۰۴, ۲۰۰۸, ۲۰۱۲, ۲۰۱۶) |
| پرتغال        | گروه B تیم دوم | ۱۷ نوامبر ۲۰۱۹ | ۷ (۱۹۸۴, ۱۹۹۶, ۲۰۰۰, ۲۰۰۴, ۲۰۰۸, ۲۰۱۲, ۲۰۱۶)                                |
| سوئیس         | گروه D تیم اول | ۱۸ نوامبر ۲۰۱۹ | ۴ (۱۹۹۶, ۲۰۰۴, ۲۰۰۸, ۲۰۱۶)                                                  |
| دانمارک       | گروه D تیم دوم | ۱۸ نوامبر ۲۰۱۹ | ۸ (۱۹۶۴, ۱۹۸۴, ۱۹۸۸, ۱۹۹۲, ۱۹۹۶, ۲۰۰۰, ۲۰۰۴, ۲۰۱۲)                          |
| ولز           | گروه E تیم دوم | ۱۹ نوامبر ۲۰۱۹ | ۱ (۲۰۱۶)                                                                    |
| مقدونیه شمالی | پلی آف         | ۱۲ نوامبر ۲۰۲۰ | ۰ (بدون حضور قبلی)                                                          |
| مجارستان      | پلی آف         | ۱۲ نوامبر ۲۰۲۰ | ۳ (۱۹۶۴, ۱۹۷۲, ۲۰۱۶)                                                        |
| اسلواکی       | پلی آف         | ۱۲ نوامبر ۲۰۲۰ | ۱ (۲۰۱۶)                                                                    |
| اسکاتلند      | پلی آف         | ۱۲ نوامبر ۲۰۲۰ | ۲ (۱۹۹۲, ۱۹۹۶)                                                              |

## سیدبندی
سیدبندی تیم‌ها به شرح زیر است:
| تیم      | رتبه |
| -------- | ---- |
| بلژیک    | ۱    |
| ایتالیا  | ۲    |
| انگلستان | ۳    |
| آلمان    | ۴    |
| اسپانیا  | ۵    |
| اوکراین  | ۶    |

| تیم    | رتبه |
| ------ | ---- |
| فرانسه | ۷    |
| لهستان | ۸    |
| سوئیس  | ۹    |
| کرواسی | ۱۰   |
| هلند   | ۱۱   |
| روسیه  | ۱۲   |

| تیم     | رتبه |
| ------- | ---- |
| پرتغال  | ۱۳   |
| ترکیه   | ۱۴   |
| دانمارک | ۱۵   |
| اتریش   | ۱۶   |
| سوئد    | ۱۷   |
| چک      | ۱۸   |

| تیم           | رتبه |
| ------------- | ---- |
| ولز           | ۱۹   |
| فنلاند        | ۲۰   |
| اسکاتلند      | ۲۱   |
| اسلواکی       | ۲۲   |
| مجارستان      | ۲۳   |
| مقدونیه شمالی | ۲۴   |

1. 1 2  با توجه به اینکه یکی از میزبان‌ها کشور روسیه است و تیم اوکراین به دلیل مشکلات سیاسی نمی‌توانست در روسیه حضور پیدا کند، یکی از تیم‌های سید ۱ که میزبان نبود باید به اجبار با روسیه هم گروه می‌شد که تنها تیم که شرایط این قضیه را داشت تیم ملی بلژیک بود.
2. ↑  چهار تیم به عنوان تیم‌های پلی آف به این سید اضافه شدند.

## گروه‌بندی تیم‌ها
| Pos | تیم     |
| --- | ------- |
| A1  | ایتالیا |
| A2  | ولز     |
| A3  | سوئیس   |
| A4  | ترکیه   |

| Pos | تیم     |
| --- | ------- |
| B1  | دانمارک |
| B2  | فنلاند  |
| B3  | بلژیک   |
| B4  | روسیه   |

| Pos | تیم           |
| --- | ------------- |
| C1  | هلند          |
| C2  | اوکراین       |
| C3  | اتریش         |
| C4  | مقدونیه شمالی |

| Pos | تیم      |
| --- | -------- |
| D1  | انگلستان |
| D2  | کرواسی   |
| D3  | اسکاتلند |
| D4  | چک       |

| Pos | تیم     |
| --- | ------- |
| E1  | اسپانیا |
| E2  | سوئد    |
| E3  | لهستان  |
| E4  | اسلواکی |

| Pos | تیم      |
| --- | -------- |
| F1  | مجارستان |
| F2  | پرتغال   |
| F3  | فرانسه   |
| F4  | آلمان    |

1. 1 2 3 4 5 6  میزبان گروه که هر سه بازی در مرحله گروهی را میزبان است.
2. 1 2 3  میزبان گروه که دو بازی در مرحله گروهی را میزبان است.

هر شهر میزبان سه بازی از مرحله گروهی و یک بازی از مرحله یک‌هشتم نهایی یا یک چهارم نهایی است بجز لندن که علاوه بر سه بازی مرحله گروهی و یک بازی از مرحله یک‌هشتم نهایی میزبان دو بازی مرحله نیمه نهایی و بازی فینال است.

## ترکیب تیم‌ها
در این دوره از جام ملت‌های اروپا به دلیل همه‌گیری بیماری کرونا تیم‌ها مجاز به استفاده از ۲۶ بازیکن بوده‌اند تا در صورت مبتلا شدن بازیکنی بتوانند از بازیکنان بیشتر بهره ببرند. با این حال حداکثر تعداد بازیکنان مجاز برای استفاده در هر مسابقه ۲۳ نفر خواهد بود. فهرست هر تیم ملی باید شامل سه دروازه‌بان باشد و فهرست تیم باید تا ده روز مانده به شروع بازی‌ها (۱ ژوئن ۲۰۲۱) ارسال شده باشد. اگر بازیکنی قبل از اولین مسابقه مصدوم یا بیمار شود می‌توان بازیکن دیگری جایگزین آن در فهرست تیم ملی کرد.

## داوران
در ۲۷ سپتامبر ۲۰۱۸ اعلام شد که این مسابقات با استفاده از کمک داور ویدئویی انجام می‌شود.
یوفا در ۲۱ آوریل ۲۰۲۱ داوران جام ملت‌های اروپا ۲۰۲۰ را اعلام کرد.
| کشور     | داور               | کمک داوران                              |
| -------- | ------------------ | --------------------------------------- |
| آلمان    | فلیکس بریچ         | مارک بورچ استفان لوپ                    |
| ترکیه    | جونیت چاکیر        | باتین دوران تارک اونقان                 |
| اسپانیا  | کارلوس دل سرو      | خوان کارلوس خیمنز روبرتو آلونسو فرناندز |
| سوئد     | آندریاس اکبرگ      | مهمت کالوم استفان هالبرگ                |
| اسرائیل  | اورل گرینفیلد      | روی سن ایدن یارکنی                      |
| رومانی   | اوویدیو هاتگان     | سباستین گئورگی رادو گینگولک             |
| روسیه    | سرگی کاراسف        | ایگور دمشکو ماکسیم گاوریلین             |
| رومانی   | ایستوان کواچ       | واسیل مارینسکو اوویدیو آرتن             |
| هلند     | بیورن کویپرس       | ساندر فن روکل اروین زینسترا             |
| هلند     | دنی ماکلی          | هاسیل استیگسترا یان د وریس              |
| اسپانیا  | آنتونیو متئو لائوس | پائو دیویس روبرتو دیاز پرز              |
| انگلستان | مایکل الیور        | استوارت برت سایمون بنت                  |
| ایتالیا  | دنیله اورساتو      | الساندرو جیالاتینی فابیانو پرتی         |
| آرژانتین | فرناندو راپایینی   | خوان پابلو بلاتی دیگو بونفا             |
| آلمان    | دانیل سیبرت        | یان سیدل رافائل فولتین                  |
| پرتغال   | آرتور سوارز دیاز   | روی تاوارز پائولو سوارز                 |
| انگلستان | آنتونی تیلور       | پری بسویک آدام نان                      |
| فرانسه   | کلمن تورپین        | نیکلای دانو سیریل گرینگور               |
| اسلوونی  | اسلاوکو وینچیچ     | توماس کلانشینیک آندری کواچیچ            |

لیست داوران در بخش کمک داور ویدئویی و در بخش داور پشتیبانی (داور چهارم یا داور ذخیره) نیز اعلام شد.
| کشور     | کمک داوران ویدئویی                                                     | بخش تشخیص آفساید |
| -------- | ---------------------------------------------------------------------- | ---------------- |
| انگلستان | استوارت اتول کریس کاوانا                                               | لی بتس           |
| فرانسه   | ژروم بریسارد فرانسیکو لتکسر                                            | بنجامین پاژه     |
| آلمان    | باستیان دانکرت کریستین دینگرت مارکو فریتز                              | کریستین گیتلمن   |
| ایتالیا  | مارکو دی بلو ماسیمیلیانو ایراتی پائولو والری                           | فلیپه ملی        |
| هلند     | کوین بلوم پل فان بوئکل                                                 |                  |
| لهستان   | Paweł Gil                                                              |                  |
| پرتغال   | ژائو پینهیرو                                                           |                  |
| اسپانیا  | الخاندرو هرناندز هرناندز خوان مارتینز مانوئرو خوزه ماریا سانچز مارتینز | پریتو لوپز       |

| کشور      | داور چهارم        | کمک داور ذخیره    |
| --------- | ----------------- | ----------------- |
| بلغارستان | گئورگی کاباکوف    | مارتین مارگاریتوف |
| فرانسه    | استفانی فراپار    | میکائیل برچبلو    |
| ایتالیا   | داویده مسا        | استفانو آلاسیو    |
| لهستان    | براتوز فرانکوفسکی | مارسین بونیک      |
| صربستان   | سردان یوانوویچ    | اوروش استویکوویچ  |
| سوئیس     | ساندرو شارر       | استفان آلمیدا     |

## مرحله گروهی

#### گروه A
| تیم     | بازی | برد | مساوی | باخت | زده | خورده | تفاضل | امتیاز |
| ------- | ---- | --- | ----- | ---- | --- | ----- | ----- | ------ |
| ایتالیا | ۳    | ۳   | ۰     | ۰    | ۷   | ۰     | ۷     | ۹      |
| ولز     | ۳    | ۱   | ۱     | ۱    | ۳   | ۲     | ۱     | ۴      |
| سوئیس   | ۳    | ۱   | ۱     | ۱    | ۴   | ۵     | ۱-    | ۴      |
| ترکیه   | ۳    | ۰   | ۰     | ۳    | ۱   | ۸     | ۷-    | ۰      |

| ترکیه | ۰–۳   | ایتالیا                                    |
| ----- | ----- | ------------------------------------------ |
|       | گزارش | - دمیرال '۵۳ - ایموبیله ۶۶' - اینسینیه ۷۹' |

| ولز       | ۱–۱   | سوئیس        |
| --------- | ----- | ------------ |
| - مور ۷۴' | گزارش | - امبولو ۴۹' |

| ترکیه | ۰–۲   | ولز                       |
| ----- | ----- | ------------------------- |
|       | گزارش | - رمزی ۴۲' - رابرتس ۵+۹۰' |

| ایتالیا                          | ۳–۰   | سوئیس |
| -------------------------------- | ----- | ----- |
| - لوکاتلی ۲۶' ۵۲' - ایموبیله ۸۹' | گزارش |       |

| سوئیس                         | ٣–١   | ترکیه        |
| ----------------------------- | ----- | ------------ |
| - سفروویچ ۶' - شقیری ۲۶'، ۶۸' | گزارش | - قهوه‌چی ۶۲' |

| ایتالیا     | ١–٠   | ولز |
| ----------- | ----- | --- |
| - پسینا ۳۹' | گزارش |     |

#### گروه B
| تیم     | بازی | برد | مساوی | باخت | زده | خورده | تفاضل | امتیاز |
| ------- | ---- | --- | ----- | ---- | --- | ----- | ----- | ------ |
| بلژیک   | ۳    | ۳   | ۰     | ۰    | ۷   | ۱     | ۶     | ۹      |
| دانمارک | ۳    | ۱   | ۰     | ۲    | ۵   | ۴     | ۱     | ۳      |
| فنلاند  | ۳    | ۱   | ۰     | ۲    | ۱   | ۳     | ۲-    | ۳      |
| روسیه   | ۳    | ۱   | ۰     | ۲    | ۲   | ۷     | ۵-    | ۳      |

| دانمارک | ۰–۱   | فنلاند           |
| ------- | ----- | ---------------- |
|         | گزارش | - پوهیانپالو ۶۰' |

| بلژیک                         | ۳–۰   | روسیه |
| ----------------------------- | ----- | ----- |
| - لوکاکو ۱۰'، ۸۸' - مونیه ۳۴' | گزارش |       |

| فنلاند | ۰–۱   | روسیه            |
| ------ | ----- | ---------------- |
|        | گزارش | - میرانچوک ۲+۴۵' |

| دانمارک    | ۱–۲   | بلژیک                      |
| ---------- | ----- | -------------------------- |
| - پولسن ۲' | گزارش | - آزار ۵۵' - دی بروینه ۷۰' |

| روسیه                     | ۱–۴   | دانمارک                                               |
| ------------------------- | ----- | ----------------------------------------------------- |
| - آرتم دزوبا ۷۰' (پنالتی) | گزارش | - دامسگارد ۳۸' - پولسن ۵۹' - کریستنسن ۷۹' - مایهل ۸۲' |

| فنلاند | ۰–۲   | بلژیک                       |
| ------ | ----- | --------------------------- |
|        | گزارش | - هرادتسکی '۷۴ - لوکاکو ۸۱' |

#### گروه C
| تیم           | بازی | برد | مساوی | باخت | زده | خورده | تفاضل | امتیاز |
| ------------- | ---- | --- | ----- | ---- | --- | ----- | ----- | ------ |
| هلند          | ۳    | ۳   | ۰     | ۰    | ۸   | ۲     | ۵     | ۹      |
| اتریش         | ۳    | ۲   | ۰     | ۱    | ۴   | ۳     | ۱     | ۶      |
| اوکراین       | ۳    | ۱   | ۰     | ۲    | ۴   | ۵     | ۱-    | ۳      |
| مقدونیه شمالی | ۳    | ۰   | ۰     | ۳    | ۲   | ۸     | ۶-    | ۰      |

| اتریش                                       | ۳–۱   | مقدونیه شمالی |
| ------------------------------------------- | ----- | ------------- |
| - لاینر ۱۸' - گریگوریتش ۷۸' - آرناتوویج ۸۹' | گزارش | - پاندف ۲۸'   |

| هلند                                         | ۳–۲   | اوکراین                       |
| -------------------------------------------- | ----- | ----------------------------- |
| - واینالدوم ۵۲' - وگهورست ۵۹' - دومفرایس ۸۵' | گزارش | - یارمولنکو ۷۵' - یارمچوک ۷۹' |

| اوکراین                       | ۲–۱   | مقدونیه شمالی |
| ----------------------------- | ----- | ------------- |
| - یارمولنکو ۲۹' - یارمچوک ۳۴' | گزارش | - الیوسکی ۵۷' |

| هلند                               | ۲–۰   | اتریش |
| ---------------------------------- | ----- | ----- |
| - دپای ۱۰' (پنالتی) - دومفرایس ۶۷' | گزارش |       |

| مقدونیه شمالی | ۰–۳   | هلند                            |
| ------------- | ----- | ------------------------------- |
|               | گزارش | - دپای ۲۴' - واینالدوم ۵۰'، ۵۸' |

| اوکراین | ۰–۱   | اتریش           |
| ------- | ----- | --------------- |
|         | گزارش | - بامگارتنر ۲۱' |

#### گروه D
| تیم       | بازی | برد | مساوی | باخت | زده | خورده | تفاضل | امتیاز |
| --------- | ---- | --- | ----- | ---- | --- | ----- | ----- | ------ |
| انگلستان  | ۳    | ۲   | ۱     | ۰    | ۲   | ۰     | ۲     | ۷      |
| کرواسی    | ۳    | ۱   | ۱     | ۱    | ۴   | ۳     | ۱     | ۴      |
| جمهوری چک | ۳    | ۱   | ۱     | ۱    | ۳   | ۲     | ۱     | ۴      |
| اسکاتلند  | ۳    | ۰   | ۱     | ۲    | ۱   | ۵     | ۴-    | ۱      |

| انگلستان       | ۱–۰   | کرواسی |
| -------------- | ----- | ------ |
| - استرلینگ ۵۷' | گزارش |        |

| اسکاتلند | ۰–۲   | چک             |
| -------- | ----- | -------------- |
|          | گزارش | - شیک ۴۲'، ۵۲' |

| کرواسی       | ۱–۱   | چک        |
| ------------ | ----- | --------- |
| - پریشیچ ۴۷' | گزارش | - شیک ۳۷' |

| انگلستان | ۰–۰   | اسکاتلند |
| -------- | ----- | -------- |
|          | گزارش |          |

| کرواسی                                 | ۳–۱   | اسکاتلند      |
| -------------------------------------- | ----- | ------------- |
| - ولاشیچ ۱۷' - مودریچ ۶۲' - پریشیچ ۷۷' | گزارش | - مک‌گرگور ۴۲' |

| چک | ۰–۱   | انگلستان       |
| -- | ----- | -------------- |
|    | گزارش | - استرلینگ ۱۲' |

#### گروه E
| تیم     | بازی | برد | مساوی | باخت | زده | خورده | تفاضل | امتیاز |
| ------- | ---- | --- | ----- | ---- | --- | ----- | ----- | ------ |
| سوئد    | ۳    | ۲   | ۱     | ۰    | ۴   | ۲     | ۲     | ۷      |
| اسپانیا | ۳    | ۱   | ۲     | ۰    | ۶   | ۱     | ۵     | ۵      |
| اسلواکی | ۳    | ۱   | ۰     | ۲    | ۲   | ۷     | ۵-    | ۳      |
| لهستان  | ۳    | ۰   | ۱     | ۲    | ۴   | ۶     | ۲-    | ۱      |

| لهستان      | ۱–۲   | اسلواکی                     |
| ----------- | ----- | --------------------------- |
| - لینتی ۴۶' | گزارش | - شتزنی '۱۸ - اشکرینیار ۴۹' |

| اسپانیا | ۰–۰   | سوئد |
| ------- | ----- | ---- |
|         | گزارش |      |

| سوئد          | ۱–۰   | اسلواکی |
| ------------- | ----- | ------- |
| - فورسبرگ ۷۷' | گزارش |         |

| اسپانیا      | ۱–۱   | لهستان           |
| ------------ | ----- | ---------------- |
| - موراتا ۲۵' | گزارش | - لواندوفسکی ۵۴' |

| اسلواکی | ۰–۵   | اسپانیا                                                             |
| ------- | ----- | ------------------------------------------------------------------- |
|         | گزارش | - دوبراوکا '۳۰ - لاپورت ۴۵+۳' - سارابیا ۵۶' - تورس ۶۷' - کوتسکا '۷۱ |

| سوئد                             | ۳–۲   | لهستان                |
| -------------------------------- | ----- | --------------------- |
| - فورسبرگ ۲'، ۵۹' - کلاسون ۹۰+۴' | گزارش | - لواندوفسکی ۶۱'، ۸۴' |

#### گروه F
| تیم      | بازی | برد | مساوی | باخت | زده | خورده | تفاضل | امتیاز |
| -------- | ---- | --- | ----- | ---- | --- | ----- | ----- | ------ |
| فرانسه   | ۳    | ۱   | ۲     | ۰    | ۴   | ۳     | ۱     | ۵      |
| آلمان    | ۳    | ۱   | ۱     | ۱    | ۶   | ۵     | ۱     | ۴      |
| پرتغال   | ۳    | ۱   | ۱     | ۱    | ۷   | ۶     | ۱     | ۴      |
| مجارستان | ۳    | ۰   | ۲     | ۱    | ۳   | ۶     | ۳-    | ۲      |

| مجارستان | ۰–۳   | پرتغال                                  |
| -------- | ----- | --------------------------------------- |
|          | گزارش | - گوئریرو ۸۴' - رونالدو ۸۷' (پ.)، ۹۰+۲' |

| فرانسه      | ۱–۰   | آلمان |
| ----------- | ----- | ----- |
| - هوملس '۲۰ | گزارش |       |

| مجارستان      | ۱–۱   | فرانسه        |
| ------------- | ----- | ------------- |
| - فیولا ۲+۴۵' | گزارش | - گریزمان ۶۶' |

| پرتغال                   | ۲–۴   | آلمان                                             |
| ------------------------ | ----- | ------------------------------------------------- |
| - رونالدو ۱۵' - ژوتا ۶۷' | گزارش | - دیاس '۳۵ - گوئریرو '۳۹ - هافرتس ۵۱' - گوزنس ۶۰' |

| پرتغال                               | ۲–۲   | فرانسه                      |
| ------------------------------------ | ----- | --------------------------- |
| - رونالدو ۳۱' (پنالتی)، ۶۰' (پنالتی) | گزارش | - بنزما ۲+۴۵' (پنالتی)، ۴۷' |

| آلمان                      | ۲–۲   | مجارستان                |
| -------------------------- | ----- | ----------------------- |
| - هافرتس ۶۶' - گورتزکا ۸۴' | گزارش | - سالائی ۱۱' - شافر ۶۸' |

### رده‌بندی تیم‌های سوم
| رده | گروه | تیم       | بازی | برد | مساوی | باخت | زده | خورده | تفاضل | امتیاز |
| --- | ---- | --------- | ---- | --- | ----- | ---- | --- | ----- | ----- | ------ |
| ۱   | F    | پرتغال    | ۳    | ۱   | ۱     | ۱    | ۷   | ۶     | ۱     | ۴      |
| ۲   | D    | جمهوری چک | ۳    | ۱   | ۱     | ۱    | ۳   | ۲     | ۱     | ۴      |
| ۳   | A    | سوئیس     | ۳    | ۱   | ۱     | ۱    | ۴   | ۵     | ۱-    | ۴      |
| ۴   | C    | اوکراین   | ۳    | ۱   | ۰     | ۲    | ۴   | ۵     | ۱-    | ۳      |
| ۵   | B    | فنلاند    | ۳    | ۱   | ۰     | ۲    | ۱   | ۳     | ۲-    | ۳      |
| ۶   | E    | اسلواکی   | ۳    | ۱   | ۰     | ۲    | ۲   | ۷     | ۵-    | ۳      |

## مرحله حذفی
|  | یک‌هشتم نهایی                            | یک‌هشتم نهایی                       |                                     |      | یک چهارم نهایی | یک چهارم نهایی |  |  | نیمه نهایی | نیمه نهایی |  |  | فینال | فینال |
|  |                                         |                                    |                                     |      |                |                |  |  |            |            |  |  |       |       |
|  | 26 ژوئن 2021 – ورزشگاه ومبلی            |                                    |                                     |      |                |                |  |  |            |            |  |  |       |       |
|  |                                         |                                    |                                     |      |                |                |  |  |            |            |  |  |       |       |
|  | ایتالیا                                 | ۲                                  |                                     |      |                |                |  |  |            |            |  |  |       |       |
|  | ایتالیا                                 | ۲                                  | 2 ژوئیه 2021 – ورزشگاه آلیانتس آرنا |      |                |                |  |  |            |            |  |  |       |       |
|  | اتریش                                   | ۱                                  |                                     |      |                |                |  |  |            |            |  |  |       |       |
|  | اتریش                                   | ۱                                  | ایتالیا                             | ۲    |                |                |  |  |            |            |  |  |       |       |
|  | 27 ژوئن 2021 – ورزشگاه ده لا کارتوخا    |                                    | ایتالیا                             | ۲    |                |                |  |  |            |            |  |  |       |       |
|  |                                         | بلژیک                              | ۱                                   |      |                |                |  |  |            |            |  |  |       |       |
|  | بلژیک                                   | بلژیک                              | ۱                                   | ۱    |                |                |  |  |            |            |  |  |       |       |
|  | بلژیک                                   |                                    | 6 ژوئیه 2021 – ورزشگاه ومبلی        | ۱    |                |                |  |  |            |            |  |  |       |       |
|  | پرتغال                                  | ۰                                  |                                     |      |                |                |  |  |            |            |  |  |       |       |
|  | پرتغال                                  | ۰                                  | ایتالیا                             | ۱(۴) |                |                |  |  |            |            |  |  |       |       |
|  | 28 ژوئن 2021 – ورزشگاه ملی رومانی       |                                    | ایتالیا                             | ۱(۴) |                |                |  |  |            |            |  |  |       |       |
|  |                                         | اسپانیا                            | ۱(۲)                                |      |                |                |  |  |            |            |  |  |       |       |
|  | فرانسه                                  | اسپانیا                            | ۱(۲)                                | ۳(۴) |                |                |  |  |            |            |  |  |       |       |
|  | فرانسه                                  | 2 ژوئیه 2021 – ورزشگاه کرستوفسکی   |                                     | ۳(۴) |                |                |  |  |            |            |  |  |       |       |
|  | سوئیس                                   | ۳(۵)                               |                                     |      |                |                |  |  |            |            |  |  |       |       |
|  | سوئیس                                   | ۳(۵)                               | سوئیس                               | ۱(۱) |                |                |  |  |            |            |  |  |       |       |
|  | 28 ژوئن 2021 – ورزشگاه پارکن            |                                    | سوئیس                               | ۱(۱) |                |                |  |  |            |            |  |  |       |       |
|  |                                         | اسپانیا                            | ۱(۳)                                |      |                |                |  |  |            |            |  |  |       |       |
|  | کرواسی                                  | اسپانیا                            | ۱(۳)                                | ۳    |                |                |  |  |            |            |  |  |       |       |
|  | کرواسی                                  |                                    | 11 ژوئیه 2021 – ورزشگاه ومبلی       | ۳    |                |                |  |  |            |            |  |  |       |       |
|  | اسپانیا                                 | ۵                                  |                                     |      |                |                |  |  |            |            |  |  |       |       |
|  | اسپانیا                                 | ۵                                  | ایتالیا                             | ۱(۳) |                |                |  |  |            |            |  |  |       |       |
|  | 29 ژوئن 2021 – ورزشگاه همپدن پارک       |                                    | ایتالیا                             | ۱(۳) |                |                |  |  |            |            |  |  |       |       |
|  |                                         | انگلستان                           | ۱(۲)                                |      |                |                |  |  |            |            |  |  |       |       |
|  | سوئد                                    | انگلستان                           | ۱(۲)                                | ۱    |                |                |  |  |            |            |  |  |       |       |
|  | سوئد                                    | 3 ژوئیه 2021 – ورزشگاه المپیک رم   |                                     | ۱    |                |                |  |  |            |            |  |  |       |       |
|  | اوکراین                                 | ۲                                  |                                     |      |                |                |  |  |            |            |  |  |       |       |
|  | اوکراین                                 | ۲                                  | اوکراین                             | ۰    |                |                |  |  |            |            |  |  |       |       |
|  | 29 ژوئن 2021 – ورزشگاه ومبلی            |                                    | اوکراین                             | ۰    |                |                |  |  |            |            |  |  |       |       |
|  |                                         | انگلستان                           | ۴                                   |      |                |                |  |  |            |            |  |  |       |       |
|  | انگلستان                                | انگلستان                           | ۴                                   | ۲    |                |                |  |  |            |            |  |  |       |       |
|  | انگلستان                                |                                    | 7 ژوئیه 2021 – ورزشگاه ومبلی        | ۲    |                |                |  |  |            |            |  |  |       |       |
|  | آلمان                                   | ۰                                  |                                     |      |                |                |  |  |            |            |  |  |       |       |
|  | آلمان                                   | ۰                                  | انگلستان                            | ۲    |                |                |  |  |            |            |  |  |       |       |
|  | 27 ژوئن 2021 – فرنتس پوشکاش             |                                    | انگلستان                            | ۲    |                |                |  |  |            |            |  |  |       |       |
|  |                                         | دانمارک                            | ۱                                   |      |                |                |  |  |            |            |  |  |       |       |
|  | هلند                                    | دانمارک                            | ۱                                   | ۰    |                |                |  |  |            |            |  |  |       |       |
|  | هلند                                    | 3 ژوئیه 2021 – ورزشگاه المپیک باکو |                                     | ۰    |                |                |  |  |            |            |  |  |       |       |
|  | جمهوری چک                               | ۲                                  |                                     |      |                |                |  |  |            |            |  |  |       |       |
|  | جمهوری چک                               | ۲                                  | جمهوری چک                           | ۱    |                |                |  |  |            |            |  |  |       |       |
|  | 26 ژوئن 2021 – ورزشگاه یوهان کرایف آرنا |                                    | جمهوری چک                           | ۱    |                |                |  |  |            |            |  |  |       |       |
|  |                                         | دانمارک                            | ۲                                   |      |                |                |  |  |            |            |  |  |       |       |
|  | ولز                                     | دانمارک                            | ۲                                   | ۰    |                |                |  |  |            |            |  |  |       |       |
|  | ولز                                     |                                    |                                     | ۰    |                |                |  |  |            |            |  |  |       |       |
|  | دانمارک                                 | ۴                                  |                                     |      |                |                |  |  |            |            |  |  |       |       |
|  | دانمارک                                 | ۴                                  |                                     |      |                |                |  |  |            |            |  |  |       |       |

### یک‌هشتم نهایی
| ولز | ۰–۴ | دانمارک                                      |
| --- | --- | -------------------------------------------- |
|     |     | - دولبرگ ۲۷'، ۴۸' - مهله ۸۸' - بریتویت ۹۰+۴' |

| ایتالیا                  | ۲–۱   | اتریش           |
| ------------------------ | ----- | --------------- |
| - کیه‌زا ۹۵' - پسینا ۱۰۵' | گزارش | - کالادزیچ ۱۱۴' |

| هلند | ۰–۲   | جمهوری چک            |
| ---- | ----- | -------------------- |
|      | گزارش | - هولس ۶۸' - شیک ۸۰' |

| بلژیک          | ۱–۰   | پرتغال |
| -------------- | ----- | ------ |
| - ت.هازارد ۴۲' | گزارش |        |

| کرواسی                                  | ۳–۵   | اسپانیا                                                                    |
| --------------------------------------- | ----- | -------------------------------------------------------------------------- |
| - پدری '۲۰ - اورشیچ ۸۵' - پاشالیچ ۲+۹۰' | گزارش | - سارابیا ۳۸' - آزپیلیکوئتا ۵۷' - تورس ۷۶' - موراتا ۱۰۰' - اویارسابال ۱۰۳' |

| فرانسه                                    | ۳–۳   | سوئیس                                        |
| ----------------------------------------- | ----- | -------------------------------------------- |
| - بنزما ۵۷'، ۵۹' - پوگبا ۷۵'              | گزارش | - سفروویچ ۱۵'، ۸۱' - گاورانوویچ ۹۰'          |
| ضربات پنالتی                              |       |                                              |
| - پوگبا - ژیرو - تورام - کیمپمبه - ام‌باپه | ۴–۵   | - گاورانوویچ - شار - آکانجی - وارگاس - مهمدی |

| انگلیس                   | ۲–۰   | آلمان |
| ------------------------ | ----- | ----- |
| - استرلینگ ۷۵' - کین ۸۶' | گزارش |       |

| سوئد          | ۱–۲   | اوکراین                       |
| ------------- | ----- | ----------------------------- |
| - فورسبرگ ۴۳' | گزارش | - زینچنکو ۲۷' - دووبیک ۱۲۰+۱' |

### یک چهارم نهایی
| سوئیس                                | ۱–۱   | اسپانیا                                       |
| ------------------------------------ | ----- | --------------------------------------------- |
| - شقیری ۶۸'                          | گزارش | - زکریا '۸                                    |
| ضربات پنالتی                         |       |                                               |
| - گاورانوویچ - شار - آکانجی - وارگاس | ۱–۳   | - بوسکتس - اولمو - رودری - مورنو - اویارسابال |

| بلژیک               | ۱–۲   | ایتالیا                    |
| ------------------- | ----- | -------------------------- |
| - لوکاکو ۴۵+۲' (پ.) | گزارش | - بارلا ۳۱' - اینسینیه ۴۴' |

| جمهوری چک        | ۱–۲   | دانمارک                 |
| ---------------- | ----- | ----------------------- |
| - پاتریک شیک ۴۹' | گزارش | - دلینی ۵' - دولبرگ ۴۲' |

| اوکراین | ۰–۴   | انگلستان                                 |
| ------- | ----- | ---------------------------------------- |
|         | گزارش | - کین ۴'، ۵۰' - مگوایر ۴۶' - هندرسون ۶۳' |

### نیمه نهایی
| ایتالیا                                           | ۱–۱ (و.ا.) | اسپانیا                          |
| ------------------------------------------------- | ---------- | -------------------------------- |
| کیه‌زا ۶۰'                                         | گزارش      | موراتا ۸۰'                       |
| ضربات پنالتی                                      |            |                                  |
| - لوکاتلی - بلوتی - بونوچی - برناردسکی - ژورژینیو | ۴–۲        | - اولمو - مورنو - تیاگو - موراتا |

| دانمارک      | ۱–۲ (و.ا.) | انگلستان                |
| ------------ | ---------- | ----------------------- |
| دامسگارد ۳۰' | گزارش      | کیایر'۳۹ · کین (پ) ۱۰۴' |

### نهایی
| ایتالیا                                          | ۱–۱   | انگلستان                               |
| ------------------------------------------------ | ----- | -------------------------------------- |
| بونوچی ۶۷'                                       | گزارش | شاو ۲'                                 |
| ضربات پنالتی                                     |       |                                        |
| - براردی - بلوتی - بونوچی - برناردسکی - ژورژینیو | ۳–۲   | - کین - مگوایر - رشفورد - سانچو - ساکا |

### قهرمان
| قهرمان اروپا ۲۰۲۰     |
| --------------------- |
| ایتالیا               |
| ایتالیا دومین قهرمانی |

## آمار

### گلزنان
۵ گل
- کریستیانو رونالدو
- پاتریک شیک

۴ گل
- کریم بنزما
- هری کین
- امیل فورسبرگ
- روملو لوکاکو

۳ گل
- واینالدوم
- روبرت لواندوفسکی
- سفروویچ
- جردان شقیری
- رحیم استرلینگ
- آلوارو موراتا
- کاسپر دولبرگ

۲ گل
- تورگان هازارد
- ایوان پریشیچ
- یوسف پولسن
- یواکیم مهله
- میکل دامسگارد
- کای هافرتس
- مانوئل لوکاتلی
- چیرو ایموبیله
- متئو پسینا
- لورنزو اینسینیه
- فدریکو کیه‌زا
- دنزل دومفرایس
- ممفیس دپای
- آندری یارمولنکو
- رومن یارمچاک
- فران تورس
- پابلو سارابیا

۱ گل
- هری مگوایر
- جوردن هندرسون
- لوک شاو
- عرفان قهوه‌چی
- رابین گوسنس
- لئون گورتزکا
- مارکو آرناتوویج
- میشائیل گریگوریتش
- اشتفان لاینر
- کریستوف بامگارتنر
- ساشا کالادزیچ
- توما مونیه
- کوین دی بروینه
- یوئل پوهیانپالو
- نیکولو بارلا
- لئوناردو بونوچی
- توماس هولس
- واوت وگهورست
- کارول لینتی
- میلان اشکرینیار
- کالوم مک‌گرگور
- لوکا مودریچ
- نیکولا ولاشیچ
- میسلاو اورشیچ
- ماریو پاشالیچ
- گوران پاندف
- ازگیان الیوسکی
- رافائل گوئریرو
- دیگو ژوتا
- بریل امبولو
- ماریو گاورانوویچ
- الکساندر زینچنکو
- آرتن دووبیک
- کیفر مور
- آرون رمزی
- کانر رابرتس
- آنتوان گریزمن
- پل پوگبا
- آندریاس کریستنسن
- مارتین بریتویت
- توماس دلینی
- آتیلا فیولا
- آدام سالائی
- آندراس شافر
- الکسی میرانچوک
- آرتم دزوبا
- ویکتور کلاسون
- ایمریک لاپورت
- سزار آزپیلیکوئتا
- میکل اویارسابال

۱ گل به خودی
- مریه دمیرال
- وویچیخ شتزنی
- متس هوملس
- روبن دیاس
- رافائل گوئریرو
- لوکاس هرادتسکی
- مارتین دوبراوکا
- یورای کوتسکا
- پدری
- دنیس زکریا
- سیمون کیایر

### کفش طلا
انتخاب کفش طلا به عنوان بهترین گلزن جام از قوانین زیر تبعیت می‌کند.
- بیشترین تعداد گل
- در صورت برابر بودن تعداد گل، بیشتر بودن تعداد پاس گل
- در صورت برابر بودن تعداد گل و تعداد پاس گل، کمتر بودن دقایق حضور در زمین

| رتبه | نام بازیکن        | تعداد گل | تعداد پاس گل | دقایق حضور |
| ---- | ----------------- | -------- | ------------ | ---------- |
| 1    | کریستیانو رونالدو | ۵        | ۱            | ۳۶۰        |
| 2    | پاتریک شیک        | ۵        | ۰            | ۴۰۴        |
| 3    | کریم بنزما        | ۴        | ۰            | ۳۴۹        |

### تیم منتخب جام
| دروازه‌بان          | مدافعان              | هافبک‌ها         | مهاجمان       |
| جانلوئیجی دوناروما | لئوناردو بونوچی      | پدری            | رحیم استرلینگ |
|                    | هری مگوایر           | جورجینیو        | فدریکو کیه‌زا  |
|                    | لئوناردو اسپیناتزولا | پیر-امیل هویبرگ | روملو لوکاکو  |
|                    | کایل واکر            |                 |               |

### بهترین بازیکن جام
- جانلوئیجی دوناروما

### بهترین بازیکن جوان
- پدری – ۲۵ نوامبر ۲۰۰۲ (۱۸ سال)

### بهترین گل مسابقات
- پاتریک شیک (گل دوم به اسکاتلند)

## رده‌بندی نهایی
| رتبه                           | تیم           | گ | بازی | ب | م | ب | گ‌ز | گ‌خ | ت‌گ | امتیاز |
| ------------------------------ | ------------- | - | ---- | - | - | - | -- | -- | -- | ------ |
| ۱                              | ایتالیا       | A | ۷    | ۵ | ۲ | ۰ | ۱۳ | ۴  | ۹+ | ۱۷     |
| ۲                              | انگلستان      | D | ۷    | ۵ | ۲ | ۰ | ۱۱ | ۲  | ۹+ | ۱۷     |
| ۳                              | اسپانیا       | E | ۶    | ۲ | ۴ | ۰ | ۱۳ | ۶  | ۷+ | ۱۰     |
| ۴                              | دانمارک       | B | ۶    | ۳ | ۰ | ۳ | ۱۲ | ۷  | ۵+ | ۹      |
| حذف شده در مرحله یک‌چهارم نهایی |               |   |      |   |   |   |    |    |    |        |
| ۵                              | بلژیک         | B | ۵    | ۴ | ۰ | ۱ | ۱۳ | ۶  | ۷+ | ۱۲     |
| ۶                              | چک            | D | ۵    | ۲ | ۱ | ۲ | ۶  | ۴  | ۲+ | ۷      |
| ۷                              | سوئیس         | A | ۵    | ۱ | ۳ | ۱ | ۵  | ۵  | ۰  | ۶      |
| ۸                              | اوکراین       | C | ۴    | ۲ | ۰ | ۳ | ۶  | ۱۰ | ۴– | ۶      |
| حذف شده در مرحله یک‌هشتم نهایی  |               |   |      |   |   |   |    |    |    |        |
| ۹                              | هلند          | C | ۴    | ۳ | ۰ | ۱ | ۸  | ۴  | ۴+ | ۹      |
| ۱۰                             | سوئد          | E | ۴    | ۲ | ۱ | ۱ | ۵  | ۴  | ۱+ | ۷      |
| ۱۱                             | فرانسه        | F | ۴    | ۱ | ۳ | ۰ | ۷  | ۶  | ۱+ | ۶      |
| ۱۲                             | اتریش         | C | ۴    | ۲ | ۰ | ۲ | ۵  | ۵  | ۰  | ۶      |
| ۱۳                             | پرتغال        | F | ۴    | ۱ | ۱ | ۲ | ۷  | ۷  | ۰  | ۴      |
| ۱۴                             | آلمان         | F | ۴    | ۱ | ۱ | ۲ | ۶  | ۷  | ۱– | ۴      |
| ۱۵                             | کرواسی        | D | ۴    | ۱ | ۱ | ۲ | ۷  | ۸  | ۱– | ۴      |
| ۱۶                             | ولز           | A | ۴    | ۱ | ۱ | ۲ | ۳  | ۶  | ۳– | ۴      |
| حذف شده در مرحله گروهی         |               |   |      |   |   |   |    |    |    |        |
| ۱۷                             | فنلاند        | B | ۳    | ۱ | ۰ | ۲ | ۳  | ۳  | ۲– | ۳      |
| ۱۸                             | اسلواکی       | E | ۳    | ۱ | ۰ | ۲ | ۲  | ۷  | ۵– | ۳      |
| ۱۹                             | روسیه         | B | ۳    | ۱ | ۰ | ۲ | ۲  | ۷  | ۵– | ۳      |
| ۲۰                             | مجارستان      | F | ۳    | ۰ | ۲ | ۱ | ۳  | ۶  | ۳− | ۲      |
| ۲۱                             | لهستان        | E | ۳    | ۰ | ۱ | ۲ | ۶  | ۶  | ۲− | ۱      |
| ۲۲                             | اسکاتلند      | D | ۳    | ۰ | ۱ | ۲ | ۱  | ۵  | ۴− | ۱      |
| ۲۳                             | ترکیه         | A | ۳    | ۰ | ۰ | ۳ | ۱  | ۸  | ۷– | ۰      |
| ۲۴                             | مقدونیه شمالی | C | ۳    | ۰ | ۰ | ۳ | ۱  | ۸  | ۷– | ۰      |

## انضباط
یک بازیکن به دلیل تخلفات زیر به‌طور خودکار برای مسابقه بعدی محروم می‌شود:
دریافت کارت قرمز (تعلیق کارت قرمز ممکن است برای جرایم جدی تمدید شود)
دریافت دو کارت زرد در دو مسابقه مختلف؛ کارت زرد پس از اتمام مرحله یک چهارم نهایی منقضی می‌شود (محرومیت‌های کارت زرد به هیچ‌یک از مسابقات بین‌المللی آینده منتقل نمی‌شود).
| بازیکن            | علت محرومیت                                                                                             | محروم شده                                        |
| ----------------- | --- | ------------------------------------------------ |
| گژگوش کریخوویاک   | در مسابقه گروه E در برابر اسلواکی (۱۴ ژوئن ۲۰۲۱)                                                        | در مسابقه گروه E در برابر اسپانیا (۱۹ ژوئن ۲۰۲۱) |
| مارکو آرناتوویج   | توهین در مسابقه گروه C در برابر مقدونیه (۱۳ ژوئن ۲۰۲۱)                                                  | در مسابقه گروه C در برابر هلند (۱۷ ژوئن ۲۰۲۱)    |
| اتان امپادو       | در مسابقه گروه A در برابر ایتالیا (۲۰ ژوئن ۲۰۲۱)                                                        | مرحله یک چهارم در برابر دانمارک (۲۶ ژوئن ۲۰۲۱)   |
| هاکان چالهان‌اوغلو | در مسابقه گروه A در برابر ولز (۱۶ ژوئن ۲۰۲۱) در مسابقه گروه A در برابر سوئیس (۲۰ ژوئن ۲۰۲۱)             | تیم از مسابقات حذف شد                            |
| چالار سویونجو     | در مسابقه گروه A در برابر ایتالیا (۱۱ ژوئن ۲۰۲۱) در مسابقه گروه A در برابر سوئیس (۲۰ ژوئن ۲۰۲۱)         | تیم از مسابقات حذف شد                            |
| ازگیان الیوسکی    | در مسابقه گروهC در برابر اتریش (۱۳ ژوئن ۲۰۲۱) در مسابقه گروهC در برابر هلند (۲۱ ژوئن ۲۰۲۱)              | تیم از مسابقات حذف شد                            |
| دیان لوورن        | در مسابقه گروه D در برابر جمهوری چک (۱۸ ژوئن ۲۰۲۱) در مسابقه گروه D در برابر اسکاتلند (۲۲ ژوئن ۲۰۲۱)    | مرحله یک‌هشتم در برابر اسپانیا (۲۸ ژوئن ۲۰۲۱)     |
| یان بوریل         | در مسابقه گروه D در برابر کرواسی (۱۸ ژوئن ۲۰۲۱) در مسابقه گروه D در برابر انگلستان (۲۲ ژوئن ۲۰۲۱)       | مرحله یک‌هشتم در برابر هلند (۲۷ ژوئن ۲۰۲۱)        |
| اوندری دودا       | در مسابقه گروه E در برابر سوئد (۱۸ ژوئن ۲۰۲۱) در مسابقه گروه E در برابر در برابر اسپانیا (۲۳ ژوئن ۲۰۲۱) | تیم از مسابقات حذف شد                            |
| اندره بوتکا       | در مسابقه گروه F در برابر فرانسه (۱۹ ژوئن ۲۰۲۱) در مسابقه گروه F در برابر آلمان (۲۳ ژوئن ۲۰۲۱)          | تیم از مسابقات حذف شد                            |
| کیفر مور          | در مسابقه گروه A در برابر سوئیس (۱۲ ژوئن ۲۰۲۱) مرحله یک‌هشتم در برابر دانمارک (۲۶ ژوئن ۲۰۲۱)             | تیم از مسابقات حذف شد                            |
| هری ویلسون        | مرحله یک‌هشتم در برابر دانمارک (۲۶ ژوئن ۲۰۲۱)                                                            | محرومیت در اولین بازی ملی بعد از مسابقات         |
| ماتیس دی لیخت     | مرحله یک‌هشتم در برابر جمهوری چک (۲۷ ژوئن ۲۰۲۱)                                                          | محرومیت در اولین بازی ملی بعد از مسابقات         |
| مارسلو بروزویچ    | در مسابقه گروه D در برابر انگلستان (۱۳ ژوئن ۲۰۲۱) مرحله یک‌هشتم در برابر اسپانیا (۲۸ ژوئن ۲۰۲۱)          | تیم از مسابقات حذف شد                            |
| گرانیت ژاکا       | در مسابقه گروه A در برابر ترکیه (۲۰ ژوئن ۲۰۲۱) مرحله یک‌هشتم در برابر فرانسه (۲۸ ژوئن ۲۰۲۱)              | مرحله یک چهارم در برابر اسپانیا (۲ ژوئیه ۲۰۲۱)   |
| بنژامن پاوار      | در مسابقه گروه F در برابر مجارستان (۱۹ ژوئن ۲۰۲۱) مرحله یک‌هشتم در برابر سوئیس (۲۸ ژوئن ۲۰۲۱)            | تیم از مسابقات حذف شد                            |
| ماتیاس گینتر      | در مسابقه گروه F در برابر پرتغال (۱۹ ژوئن ۲۰۲۱) مرحله یک‌هشتم در برابر انگلستان (۲۹ ژوئن ۲۰۲۱)           | تیم از مسابقات حذف شد                            |
| مارکوس دنیلسون    | مرحله یک‌هشتم در برابر اوکراین (۲۹ ژوئن ۲۰۲۱)                                                            | محرومیت در اولین بازی ملی بعد از مسابقات         |
| رمو فرولر         | مرحله یک چهارم در برابر اسپانیا (۲ ژوئیه ۲۰۲۱)                                                          | محرومیت در اولین بازی ملی بعد از مسابقات         |
| ماریو گاورانوویچ  | در مسابقه گروه A در برابر ایتالیا (۱۶ ژوئن ۲۰۲۱) مرحله یک چهارم در برابر اسپانیا (۲ ژوئیه ۲۰۲۱)         | تیم از مسابقات حذف شد                            |

## جوایز
در فوریه ۲۰۱۸ جوایز مربوط به هر قسمت اعلام شد.
| مرحله          | مقدار جایزه                              | تعداد تیم |
| -------------- | ---------------------------------------- | --------- |
| مرحله گروهی    | €1.5m برای هر برد €۷۵۰٬۰۰۰ برای هر تساوی | ۲۴        |
| یک‌هشتم نهایی   | €2m                                      | ۱۶        |
| یک چهارم نهایی | €3.25m                                   | ۸         |
| نیمه نهایی     | €5m                                      | ۴         |
| نایب قهرمان    | €7m                                      | ۱         |
| قهرمان         | €10m                                     | ۱         |

## درآمد

### نماد
نماد در تاریخ ۱۸ نوامبر ۲۰۱۹ به نام اسکیلزی رونمایی شد. این نماد تأثیر گرفته از فوتبال آزاد و فوتبال خیابانی می‌باشد.

### توپ بازی‌ها

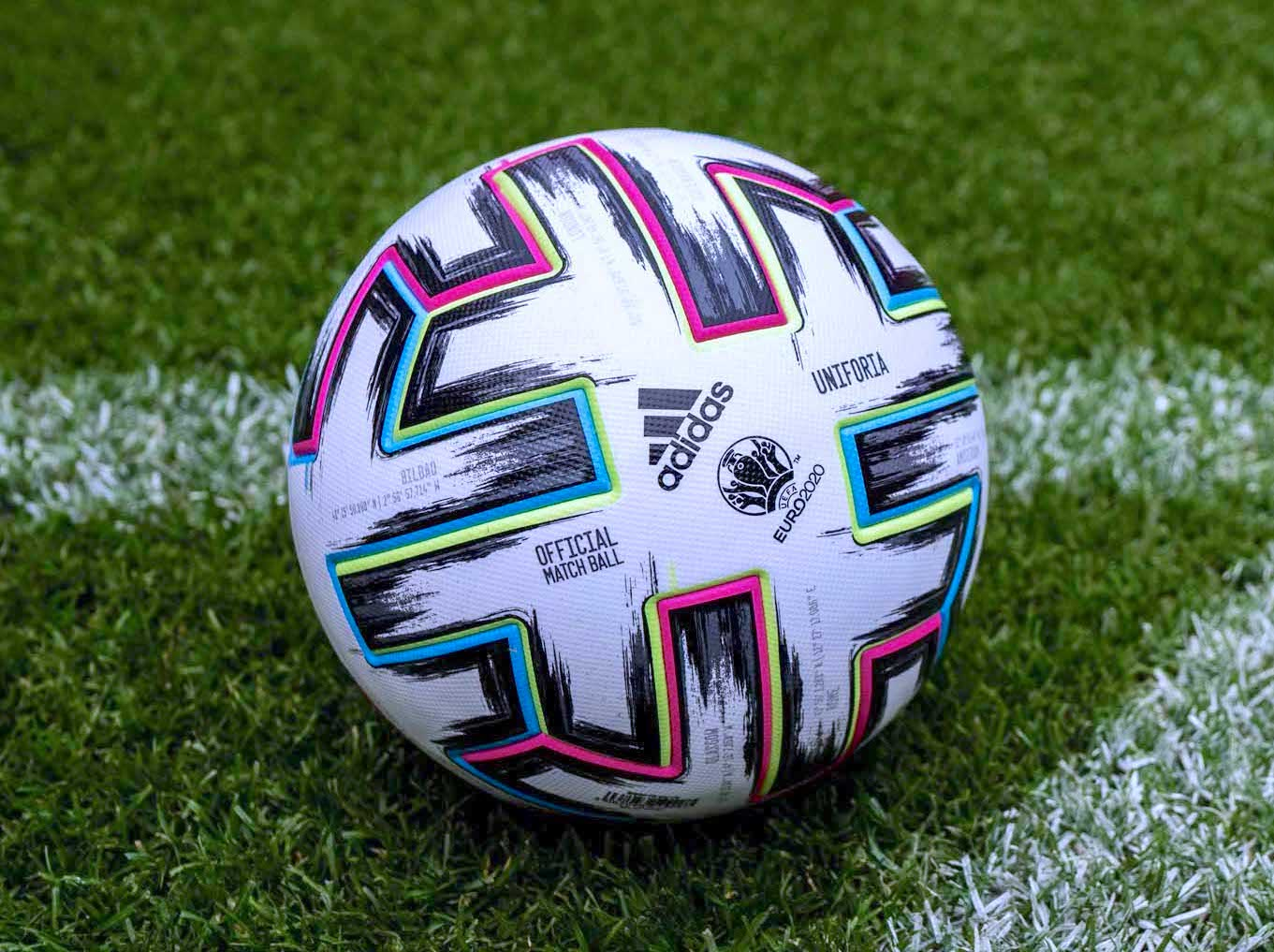
توپ رسمی مسابفات «یونیفوریا»

در تاریخ ۶ نوامبر ۲۰۱۹ توپ مسابقات به نام یونیفوریا (ادغام کلمات Unity و Euphoria) توسط شرکت آدیداس رونمایی شد. این توپ دارای برجستگی‌های مشکی و آبی و رگه‌های صورتی و سبز می‌باشد.

### پشتیبان‌های مالی
- علی پی[۳۸]
- گروه پرایسلاین[۳۹]
- کوکا کولا[۴۰]
- فدکس[۴۱]
- گازپروم[۴۲]
- هینکن[۴۳]
- های‌سنس[۴۴]
- هواپیمایی قطر[۴۵]
- جاست ایت تیکوی[۴۶]
- تیک تاک[۴۷]
- ویوو[۴۸]
- فولکس‌واگن[۴۹]

### ترانه رسمی
ترانه رسمی این مسابقات تحت عنوان «ما یک مردم هستیم» توسط مارتین گریکس در ۱۹ اکتبر ۲۰۱۹ ساخته شد. اولین اجرای زنده این ترانه نیز در افتتاحیه مسابقات در ورزشگاه ورزشگاه المپیک رم در ایتالیا برگزار شد.

## حواشی

### پیراهن اوکراین
تزیین پیراهن اوکراین در این مسابقات با نقشه ای از مرزهای این کشور بوده‌است که در این نقشه شبه‌جزیره کریمه که در سال ۲۰۱۴ به کشور روسیه الحاق شده اما هنوز بخشی از قلمرو خود را به وسیله اوکراین در نظر گرفته‌است، نیز وجود داشت. همچنین روی پیراهن، شعارهای "افتخار به اوکراین، افتخار قهرمانان! " وجود داشت. سخنگوی وزارت امور خارجه روسیه، ماریا زاخارووا ضمن نامناسب بودن این شعار اعلام کرد که شعار ملی کشور اوکراین برگرفته از حکومت نازی‌ها بوده‌است. همچنین دیمیتری اسفیشچف نماینده پارلمان روسیه در اتحادیه اروپا گفت که هیچ اختلافی برای نقشه اوکراین وجود ندارد چرا که مرزه‌ای به‌رسمیت‌شناخته‌شده توسط سازمان ملل متحد را منعکس می‌کند.

### بیهوشی اریکسن
در جریان مسابقه بین تیم‌های دانمارک و فنلاند، کریستین اریکسن بازیکن تیم دانمارک به دلیل ایست قلبی بر زمین افتاد. تیم پزشکی بلافاصله به زمین آمده و اریکسن را از بیهوشی درآورده و به بیمارستان منتقل کردند. این بیهوشی باعث شد تا بازی نیمه کاره مانده و مجدد پس از دو ساعت دوباره از سر گیرد.

### توهین آرناتوویچ
در جریان بازی بین تیم‌ها اتریش و مقدونیه، مارکو آرناتوویج مهاجم تیم اتریش پس از گلزنی به مقدونیه، به ازگیان الیوسکی بازیکن مقدونیه و خانواده اش توهین کرد. آرناتوویج صرب تبار و الیوسکی آلبانی‌تبار بوده و بین این دو کشور جنگ‌های سیاسی در سال‌های مختلف رخ داده بود. فدراسیون فوتبال مقدونیه پس از این جریان به‌طور رسمی به یوفا اعتراض خود را اعلام کرد. پس از تحقیقات انجام شده توسط یوفا، آرناتوویج یک جلسه از همراهی تیم ملی اتریش محروم شد.

### حذف تبلیغ نوشیدنی
در کنفرانس مطبوعاتی بازی بین دو تیم پرتغال و مجارستان، کریستیانو رونالدو کاپیتان پرتغال، بطری نوشابه کوکا کولا را از روی میز برداشت و یک بطری آب به جای آن قرار داد، دلیل این کار تمام شدن قرارداد کریستیانو رونالدو با شرکت کوکاکولا بود. قبل از بازی فرانسه و آلمان نیز پل پوگبا بطری آبجو را از روی میز برداشت. پس از انجام این کارها از این دو بازیکن، یوفا با صحبت با فدراسیون کشورهای پرتغال و فرانسه اعلام کرد که این حرکت از بازیکنان لطمه بزرگی به حامیان مالی مسابقات خواهد زد و در صورت تکرار این قضیه بازیکنان با محرومیت رو به رو خواهند شد.

### اعتراض صلح سبز
در جریان مسابقه بین آلمان و فرانسه، مردی با پاراموتور بر فراز استادیوم آلیانز آرنا درآمد که به مانعی برخورد کرد و بر روی جایگاه تماشاگران افتاد. این حرکت به عنوان نماد اعتراض صلح سبز به کارخانه تولید خودرو فولکس‌واگن بود که موجب شد دو نفر در جایگاه تماشاچیان دچار جراحاتی شوند و مجبور به دریافت مراقبت‌های پزشکی شدند. یوفا از آلمان به خاطر عدم ایجاد امنیت کس برگزاری مسابقه اعتراض کرد و این حرکت را خطرناک دانست. سیاستمداران آلمان نیز ضمن عذرخواهی، ممنوعیت پرواز بر فراز آلیانز آرنا را در زمان مسابقات صادر کردند.

### بازوبند کاپیتانی رنگین کمان
مانوئل نویر کاپیتان تیم ملی آلمان، با گذاشتن بازوبند کاپیتانی رنگین کمان به حمایت از همجنس گرایان پرداخت. در ابتدا این عمل مورد اعتراض قرار گرفت اما یوفا ضمن تأیید این قضیه آن را «رنگی برای تنوع» اعلام کرد.

### نورپردازی رنگین کمان آلیانز آرنا

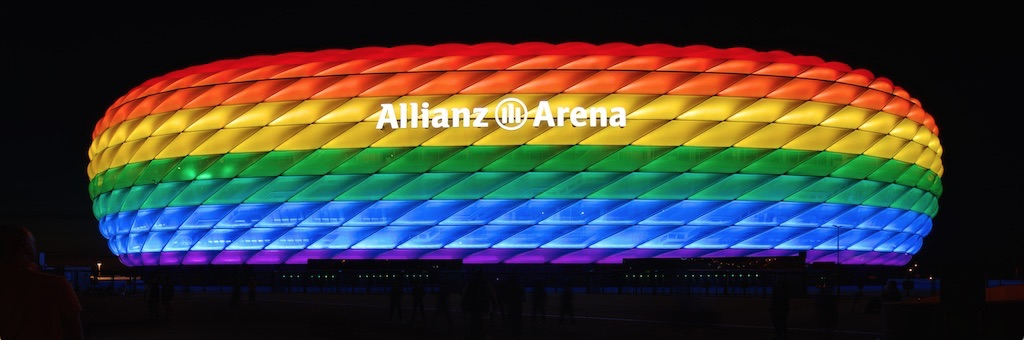
نورپردازی رنگین کمان آلیانز آرنا

پیش از برگزاری بازی دو تیم آلمان و مجارستان در مرحله گروهی، شورای شهر مونیخ اقدام به روشن نمودن چراغ‌های اطراف آلیانز آرنا به نماد همجنس‌گرایی کرد. از آنجا که این پروژه به عنوان اعتراض علیه قانون تصویب شد پارلمان مجارستان در مورد حقوق اطلاعات افراد جوان را در رابطه با همجنس‌گرایی و تغییر جنسیت محدود کرد، یوفا با اشاره به اینکه این وضعیت به عنوان یک سازمان سیاسی و مذهبی می‌باشد به مقابله با آن پرداخت. شهردار مونیخ دیتر ریتر این اقدام را تحت عنوان سیاسی و مذهبی رد کرد و اعلام کرد این نمادی برای انسانیت و پذیرش مساوات برای همه مردم تلقی می‌شود. در مقابل وزیر امور خارجه مجارستان به حمایت از یوفا برای دخالت در این قضیه پرداخت. پس از این دخالت یوفا، در دیگر شهرهای آلمان مانند آوگسبورگ، فرانکفورت، وولفسبورگ، برلین، و دارمشتات شاهد روشن شدن چراغ‌هایی به صورت رنگین کمان بودیم.

### پنالتی انگلستان
در دقیقه ۱۰۴ بازی نیمه نهایی بین انگلستان و دانمارک دنی ماکلی، داور هلندی یک پنالتی بر روی رحیم استرلینگ به نفع انگلستان اعلام کرد. این پنالتی توسط هری کین زده شد در ابتدا دروازه‌بان دانمارک کاسپر اشمایکل توپ را گرفت اما در ادامه هری کین آن را وارد دروازه کرد و همین گل باعث صعود انگلستان به فینال مسابقات شد. پس از بازی مربی دانمارک اعلام کرد که در آن لحظه دو توپ در زمین وجود داشت و طبق قوانین فوتبال در لحظه ای که دو توپ در زمین وجود دارد باید بازی متوقف شود اما توسط داور مسابقه در آن لحظه بازی متوقف نشد. کارشناسان غیر انگلیسی همانند آرسن ونگر، خوزه مورینیو و دیتمارهامان اعلام کردند که پس از بازبینی صحنه توسط کمک داور ویدئویی باید جلوی اعلام پنالتی را می‌گرفتند. روی کین اعلام کرد این تصمیم خیلی بحث‌برانگیز بوده‌است و داور به نفع انگلستان گرفته‌است. آلن شیرر نیز اعلام کرد اگر همچین چیزی به نفع دانمارک اعلام می‌شد قطعاً خیلی عصبانی می‌شد و گری نویل مدافع سابق تیم ملی انگلیس نیز اعلام کرد که اگر منصف باشیم خراب کردن همچین پنالتی می‌توانست خیلی بد باشد. مارک کلاتنبرگ داور انگلیسی فینال یورو ۲۰۱۶ نیز اعلام کرد «گرفتن همچین پنالتی مشکوکی در آن لحظه تعیین‌کننده درست نبود».

### نژادپرستی در شبکه‌های اجتماعی
در مسابقه فینال بین انگلستان و ایتالیا، سه پنالتی توسط بازیکنان انگلستان وارد گل نشد. در ابتدا مارکوس رشفورد با اینکه بر خلاف جهت دروازه‌بان شوت زد اما توپش به تیرک دروازه اصابت کرد و وارد گل نشد. پس از آن جیدون سانچو و بوکایو ساکا پنالتی‌های خود را زدند اما هر دو توسط دروازه‌بان ایتالیا جانلوئیجی دوناروما گرفته شد. و این خراب شدن پنالتی‌ها باعث شد انگلستان در دریافت جام در خانه باز بماند. این سه بازیکن پس از مسابقه در شبکه‌های اجتماعی مورد حمله‌های نژاد پرستانه هواداران عصبانی انگلستان قرار گرفتند. اتحادیه فوتبال انگلستان ضمن مخالفت با این اقدام هواداران انگلستان طی بیانیه ای اعلام کرد: «ما با جدیت دنبال مقابله با این رفتار منزجر کننده هستیم. ما پشتیبان این سه بازیکن هستیم و شدیدترین مجازات را برای افراد خاطی خواستار هستیم. ما تمام تلاشمان را برای جلوگیری از تمامی تبعیض‌های نژادی در مسابقات خواهیم کرد و از دولت خواستار هستیم تا به سرعت به مقابله با اینگونه رفتارها بپردازد. شرکت‌های شبکه‌های اجتماعی باید یک گام به جلو بگیرند و کسانی که به تبعیض نژادی می‌پردازند را از استفاده از این شبکه اخراج کنند.» پلیس متروپولیتان در توییتر این گونه اقدام را کاملاً غیرقابل قبول دانست. نخست‌وزیر بریتانیا بوریس جانسون، رهبر اپوزیسون بریتانیا کی‌یر استارمر و شاهزاده ویلیام نیز مخالف تمامی این تبعیض نژادی‌ها بودند.